# Marc Koper
Marcus (Marc) Theodorus Maria Koper (Soest, 5 mei 1967) is Nederlands scheikundige en hoogleraar katalyse en oppervlaktechemie aan de Universiteit Leiden. In 2021 werd hij onderscheiden met de Spinozapremie.

## Loopbaan
Koper studeerde elektrochemie aan de Universiteit Utrecht waar hij in 1991 zijn masterdiploma. Voor zijn afstudeerscriptie ontving hij de Unilever Onderzoeksprijs. Aan dezelfde universiteit promoveerde hij in 1994 cum laude op een onderzoek naar instabiliteit, oscillaties en chaos in elektrochemische reacties.
In 1995 was hij "Marie Curie fellow" aan de Universiteit Ulm bij Wolfgang Schmickler, gevolgd door een aanstelling als KNAW Fellow aan de Technische Universiteit Eindhoven (TU/e) waar hij terecht kwam in de onderzoeksgroep van Spinozalaureaat Rutger van Santen. In 2002 werd hij benoemd tot universitair hoofddocent aan de TU/e.
Lang bleef hij niet in Eindhoven. In 2005 kreeg hij het aanbod om hoogleraar Katalyse en Oppervlaktechemie te worden aan de Universiteit Leiden, waar hij veel meer mogelijkheden tot zijn beschikking kreeg om fundamenteel onderzoek te doen.

## Onderzoek
Koper is een pionier op het gebied van de theorie van elektrochemische overdracht en de elektrokatalyse. Zijn onderzoek richt zich met name op processen waarbij elektrische energie wordt gebruikt om chemische bindingen te maken of te verbreken. Het doel is om betere katalysatoren te bouwen die in staat zijn om op een duurzamere (en schonere) manier producten zoals biobrandstoffen, plastics of kunstmest te maken uit bijvoorbeeld kooldioxide, water en stikstof in plaats van fossiele brandstoffen zoals aardolie en aardgas.

## Onderscheidingen
Naast de Spinozapremie ontving Koper meerdere prestigieuze eerbewijzen, zoals de:
- Hellmeth Fischer Medal (2012) van Dechema Gesellschaft für Chemische Technik und Biotechnologie
- Carl Wagner Memorial Award (2013) van de Electrochemical Society USA
- Brian Conway Award (2016) van de International Society of Electrochemistry
- Faraday Medal (2017) van de Britse Royal Society of Chemistry
- Netherlands Catalysis and Chemistry Award (2019)[1]
- Allen J. Bard Award for Electricalchemical Science (2020)
- ERC Advanced Grand (2021)[2]

- Bibsys: 9036938
- Bibliothèque nationale de France: cb16161420c (data)
- CiNii: DA17027158
- Gemeinsame Normdatei: 138227381
- International Standard Name Identifier: 0000 0001 1075 7830
- Library of Congress Control Number: n2009007109
- Nationale Bibliotheek van Israël: 987007368659305171
- Nederlandse Thesaurus van Auteursnamen: 126515352
- ORCID: 0000-0001-6777-4594
- Système universitaire de documentation: 160637228
- Virtual International Authority File: 88275439
- WorldCat: E39PBJw4Dq6d39pXWDQCbPfXh3